# Wangen-Brüttisellen
Wangen-Brüttisellen (hasta 1976 Wangen) es una comuna suiza del cantón de Zúrich, situada en el distrito de Uster. Limita al norte con la comuna de Bassersdorf, al este con Lindau, al sureste con Volketswil, al suroeste con Dübendorf, y al oeste con Dietlikon.